# Sitta whiteheadi
El trepador corso (Sitta whiteheadi), también denominado sita corsa, es una especie de ave paseriforme de la familia Sittidae. Es un ave relativamente pequeña que mide alrededor de 12 cm de longitud. Las partes superiores son grises azuladas y el dorso es blanco con tonos grises. El macho se diferencia de la hembra por su píleo totalmente negro. La especie es sedentaria, territorial y tímida. A menudo se alimenta en lo alto de pinos laricios, consumiendo principalmente piñones, aunque también puede capturar algunos insectos voladores. La temporada de reproducción se produce entre abril y mayo. Construye el nido en el tronco de un viejo pino y la camada consta de cinco a seis huevos. Los jóvenes se emancipan entre 22 y 24 días después de la eclosión.
Es la única especie de aves endémica en la Francia continental y solo se encuentra en Córcega, en altitudes con bosques de pinos viejos, pero en invierno desciende a la costa. Su nombre científico proviene de John Whitehead, ornitólogo inglés que descubrió la especie en 1883. El trepador corso está estrechamente relacionado el trepador chino —S. villosa— y el trepador canadiense —S. canadensis—. Las principales amenazas del ave son la pérdida de sitios de anidación y la fragmentación de su hábitat. Su población se estima en alrededor de 2000 individuos, quizá en moderado descenso. La escasez de ejemplares se asocia a la distribución restringida de la especie, por lo que es considerado «vulnerable» de acuerdo al último informe de la Unión Internacional para la Conservación de la Naturaleza.

## Descripción

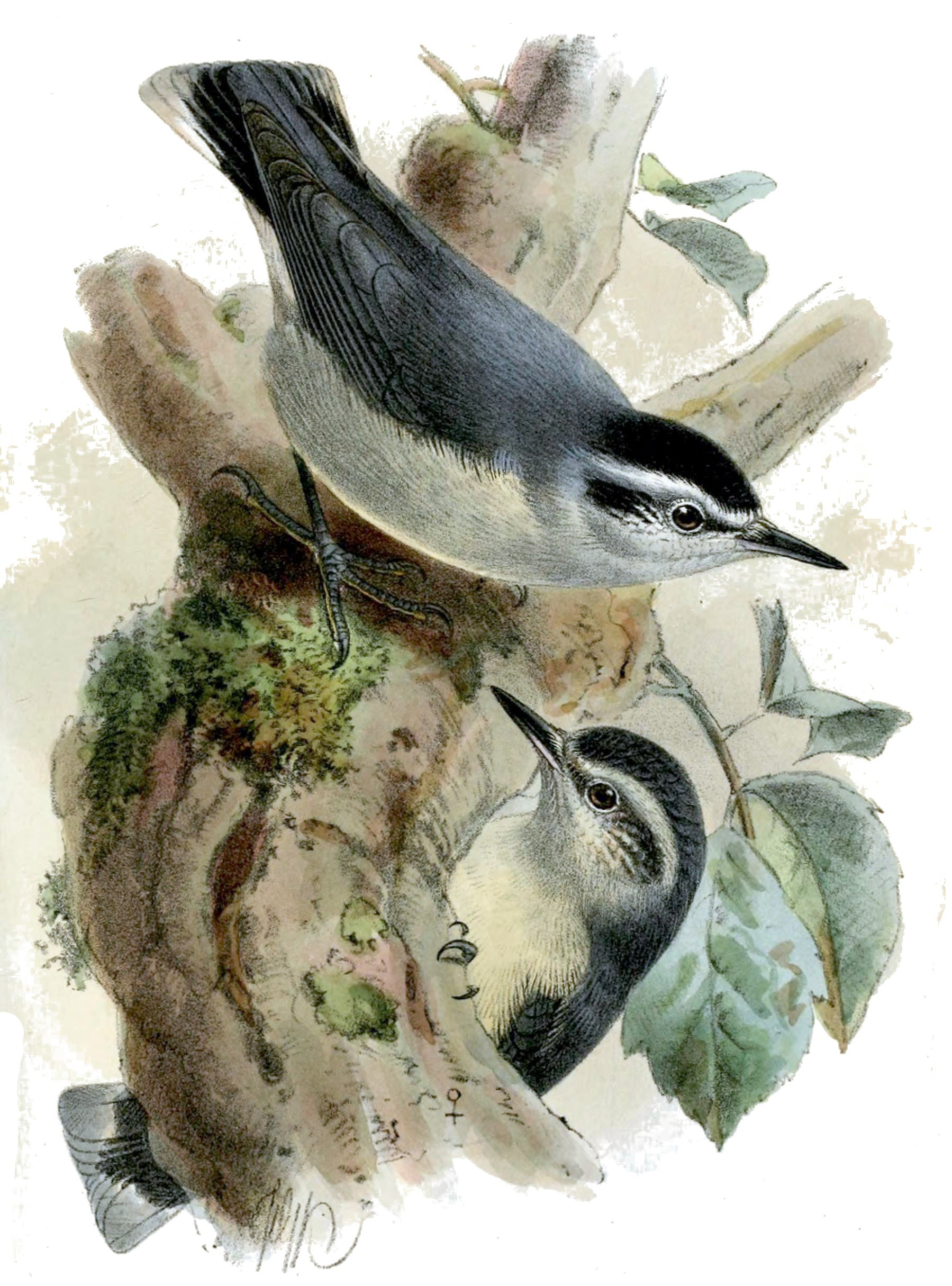
La primera ilustración que representa la especie, en este caso una pareja —el macho arriba y la hembra abajo—, y que acompaña a la descripción de Richard Bowdler Sharpe (1884).

Es un ave pequeña que mide de 11 a 12 cm de longitud, con una envergadura de 21-22 cm y un peso de 11 a 12.6 g. Las alas plegadas miden 7 cm, la cola —relativamente corta— mide 3.5 cm, y el tarso y el pico miden 1.6 cm. La cabeza es pequeña, y el pico es corto y fino, de color gris negruzco y negro en su extremo. Los ojos son negros, y las patas y los dedos son de color marrón claro.
Por lo general, las partes superiores son de un color gris azulado, el vientre es ante grisáceo y la garganta es blanca. El píleo y la frente del macho son negros, y el lorum se encuentra separado de la bóveda craneal por una amplia lista superciliar blanca. En la hembra, el píleo y la lista superciliar son del mismo gris que la parte posterior de la cabeza. En ambos sexos, los lados de la cabeza y la garganta son de color blanco. Generalmente, el dorso tiene una coloración blanca grisácea, con tonalidad parda. Las plumas externas de la cola son negras con manchas blancas y las puntas, grises. Realizan una muda completa cada año, después de la temporada de reproducción. El dimorfismo sexual es visible once días después de la eclosión, y los polluelos tienen un plumaje similar al de los adultos. Los jóvenes son más opacos, con trazas de marrón en las coberteras superiores.

### Especies similares
Es el único trepador presente en Córcega, así que no existe confusión posible. Sin embargo, puede parecerse al carbonero garrapinos, muy común en el bosque corso, que cuenta con motivos similares en la cabeza. El más cercano geográficamente es el trepador azul, que habita la Francia metropolitana. Esta especie es más grande que el trepador corso, no tiene el píleo negro y sus partes inferiores son de un color amarillo —o blancas para algunas subespecies— con tonos anaranjados alrededor de la rabadilla. En la descripción original de Richard Bowdler Sharpe, es morfológicamente próximo al trepador chino —S. villosa—, aunque sus partes inferiores son de colores brillantes y, el trepador de Krüper —S. krueperi—, del mismo tamaño y con partes superiores del mismo color, pero con una zona marrón rojiza en las partes inferiores no presente en la especie corsa. Es también muy similar al trepador canadiense —S. canadensis—, que únicamente se encuentra en América del Norte, pero cuenta con partes inferiores amarillentas. Por último, la especie corsa es bastante similar al trepador de Cabilia —S. ledanti—, que habita el monte Babor, y que se distingue por la mayor palidez de sus partes inferiores, los flancos blancuzcos de la cabeza y la bóveda craneal del macho —que es negra en la parte anterior—.

Especies con semejanzas filogenéticas
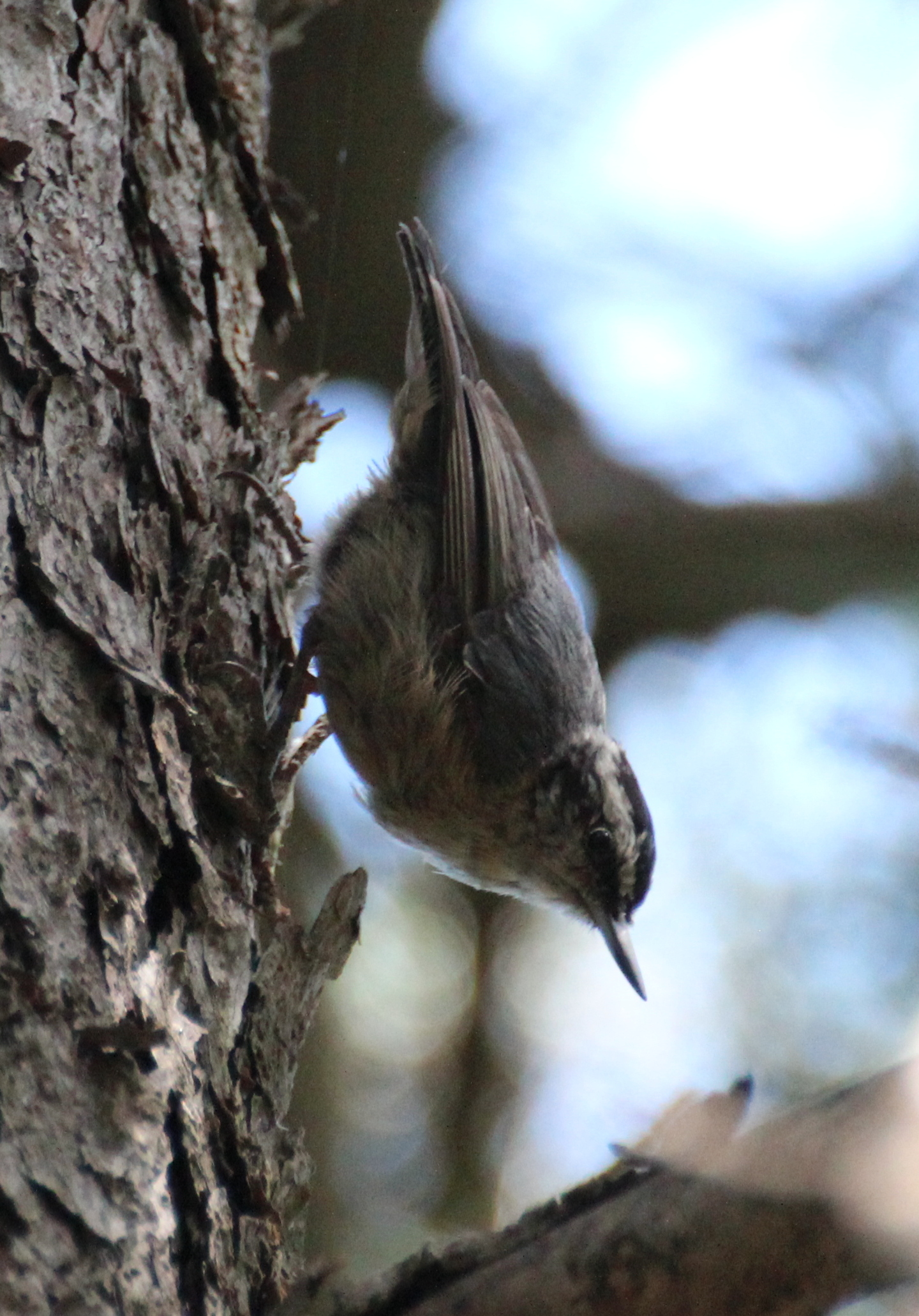
Trepador chino (S. villosa)
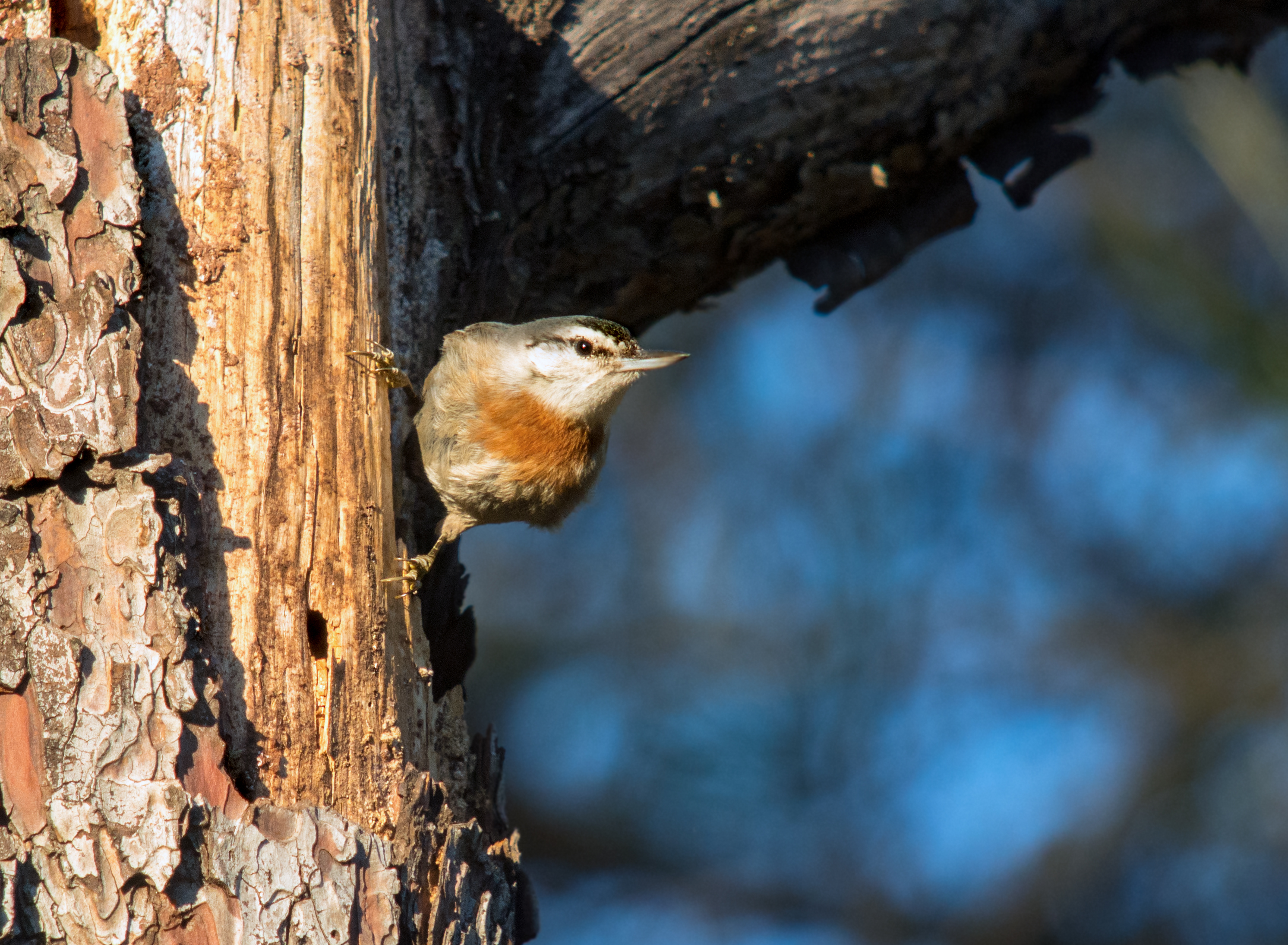
Trepador de Krüper (S. krueperi)
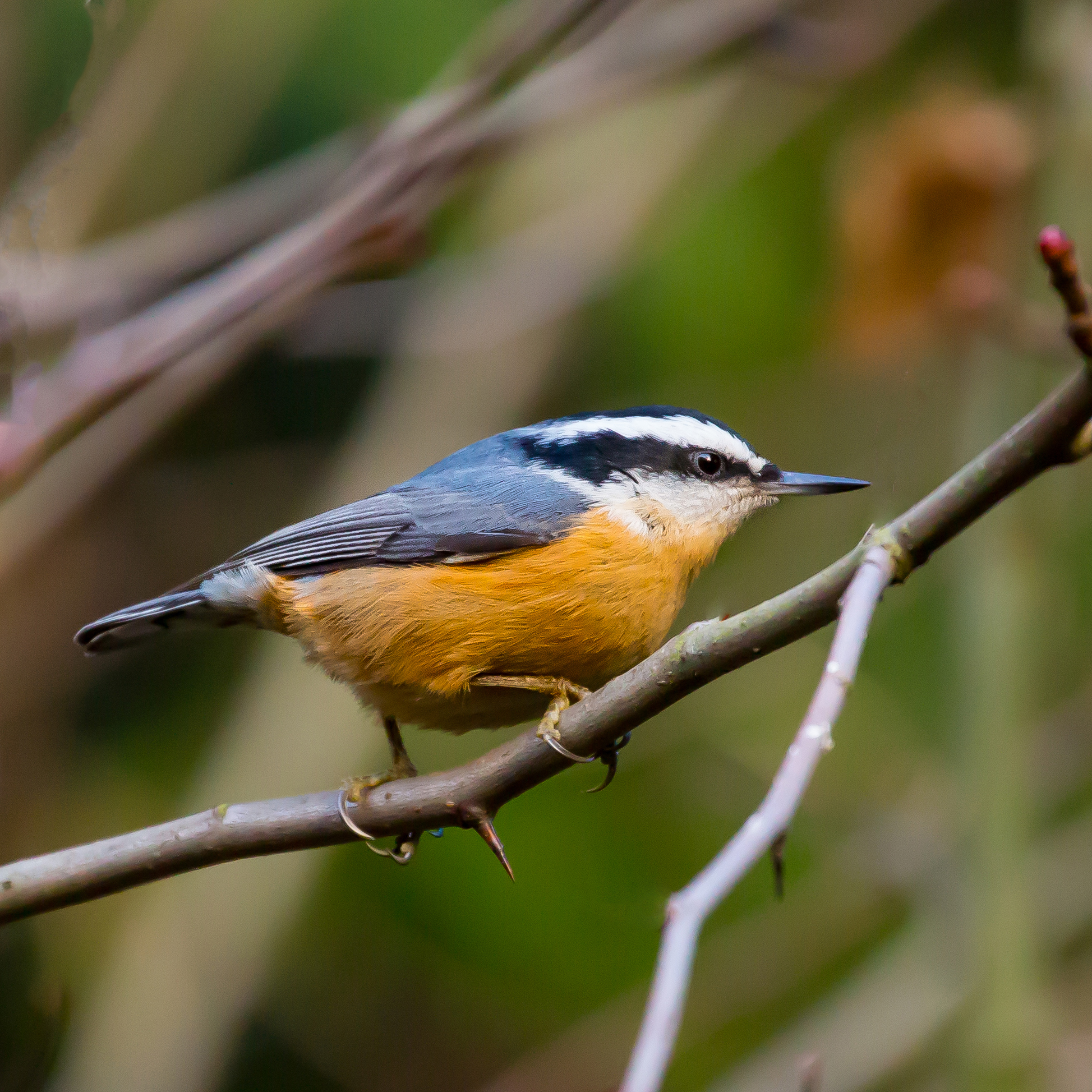
Trepador canadiense (S. canadensis)

## Ecología y comportamiento

### Comportamiento

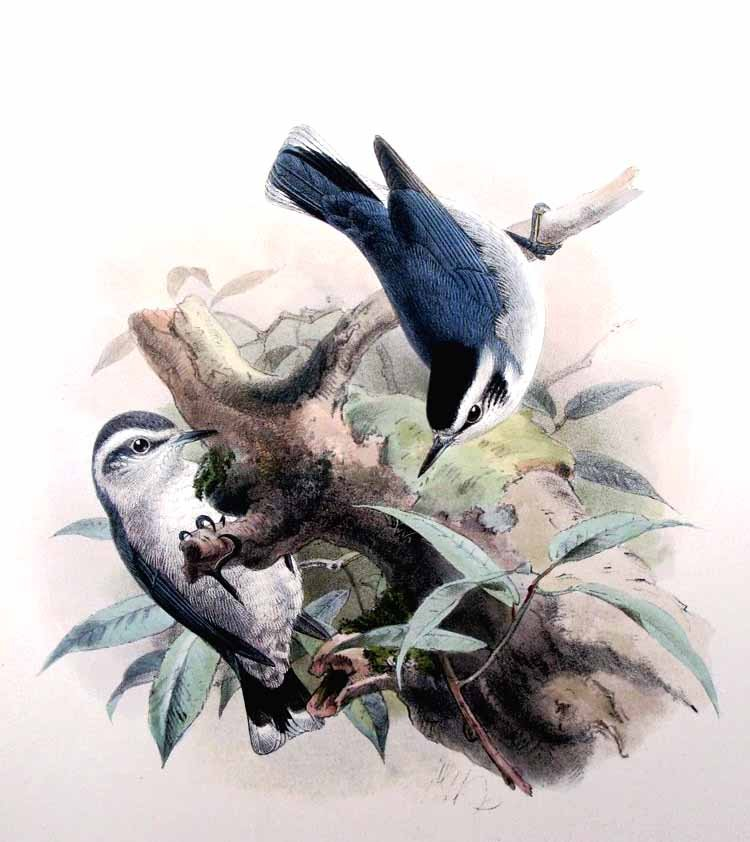
Pareja ilustrada por.

Como todos los trepadores, S. whiteheadi puede desplazarse cabeza abajo a lo largo de las ramas, y rara vez en el suelo. Es un ave territorial y tímida; raras veces se las observa acicaládose. Vive en parejas monógamas en un territorio de entre tres y diez hectáreas. La pareja se defiende de los intrusos de la misma especie o de otra; el macho ahuyenta a los intrusos con movimientos espasmódicos de las alas, en especial si se aproxima algún arácnido. El dominio del hogar, el espacio donde estas aves se mueven generalmente dentro de su territorio, es de tamaño variable y depende de la temporada y la edad de las aves, pero sobre todo de la producción de conos de pino. En comparación con el trepador azul, S. whiteheadi es mucho más social.

### Vocalizaciones
La llamada de contacto es un pu suave y silbado, y la repite en una serie de cinco o seis notas, pupupupupu. Cuando está nervioso emite un pchèèhr «áspero y extendido, que lo repite lentamente», como lo haría un estornino —Sturnus vulgaris—, o un psch-psch-psch que se convierte en chay-chay-chay o sch-wer, sch-wer si es mayor la agitación. El canto es descrito como un «dididididididi claro, sonoro, rápido [y de] ritmo variable», lo que recuerda en parte al vencejo real —Tachymarptis melba—; la llamada de contacto es un trino similar. «Canta con bastante regularidad en la primavera», pero es más discreto durante la temporada de reproducción.

### Alimentación

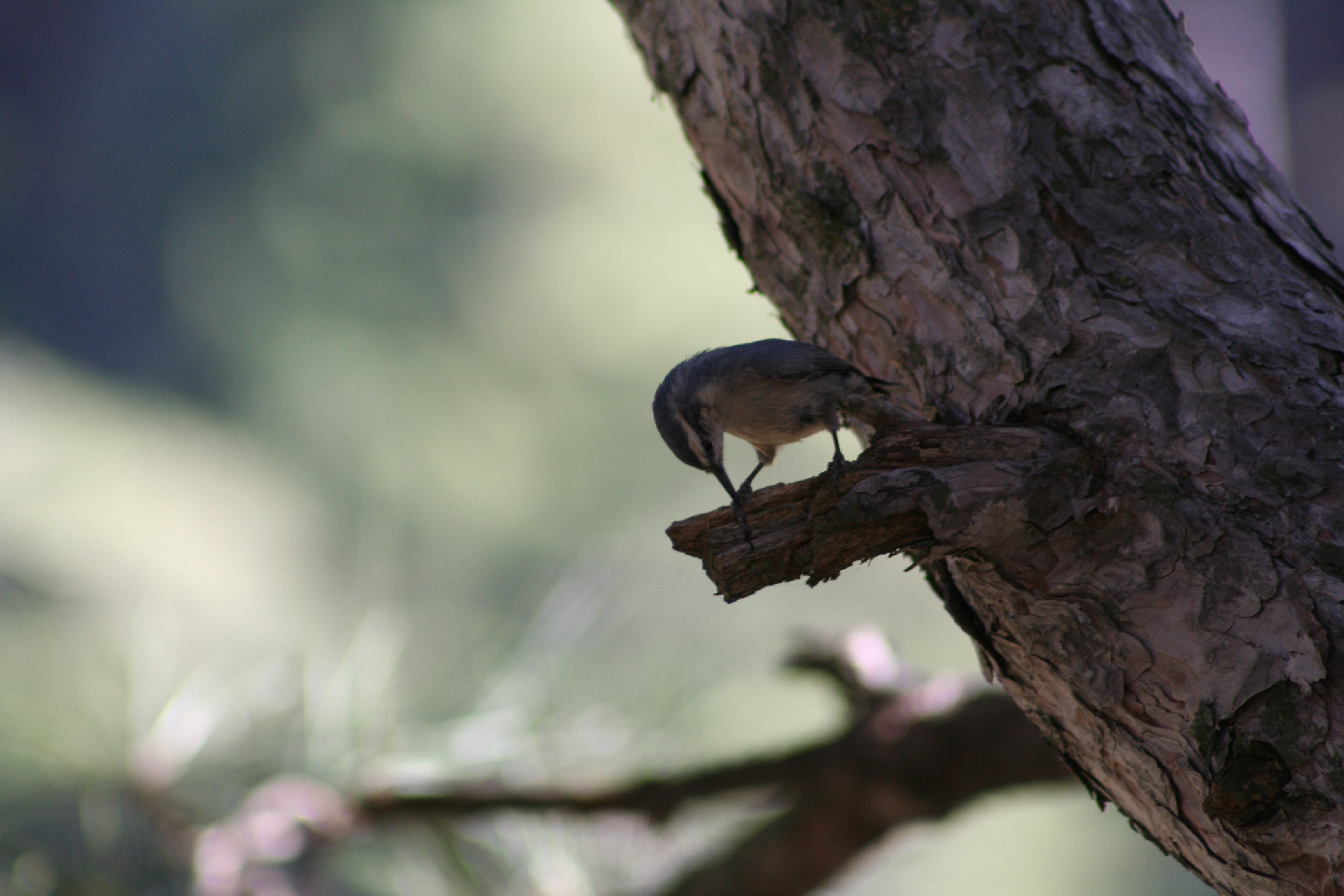
Un ejemplar fotografiado en los desfiladeros de La Restonica, cerca de Corte. La hembra tiene el píleo gris oscuro y que se torna gris azulado en la base de la espalda.

Come frutos secos, principalmente piñones, pero durante el verano consume insectos voladores pequeños, como escarabajos, algo que haría un papamoscas. De marzo a noviembre, los pequeños artrópodos —arañas y otros insectos adultos, así como sus larvas— también representan buena parte de su dieta. Es capaz de atraparlos en pleno vuelo, aunque suele capturarlos en los árboles; realiza un cuarto de su vuelo para atraparlos desde un puesto de vigilancia, y explora el resto del tiempo los sustratos proporcionados por los árboles. En primavera y verano se encuentra con más facilidad en las copas de los árboles, la prospección alta del dosel de los árboles de pino y las puntas de las ramas, como un carbonero. En cambio, en otoño busca el alimento a lo largo de los troncos y las ramas grandes, y también puede formar bandadas mixtas de alimentación con otros pajarillos fuera de la temporada de reproducción.
En noviembre comienza la apertura de los conos de los pinos, y el trepador corso extrae las semillas utilizando el extremo de su pico. En los años de abundante producción, puede encontrar recursos alimenticios en los conos hasta marzo. Como muchos trepadores, oculta algunas semillas bajo la corteza, en líquenes o entre restos vegetales, y los consume cuando se aproxima una mala temporada, sobre todo cuando las nevadas del comienzo de la primavera impiden el acceso a los conos de pino o cuando estos se encuentran cerrados, húmedos y fríos. El uso de escondites también puede explicar en parte el sedentarismo total del ave. No se ha observado que compitan o luchen por el alimento disponible. Cuando consume las semillas de pino, las golpea contra la corteza del árbol hasta romperse.

### Reproducción

#### Localización y construcción del nido

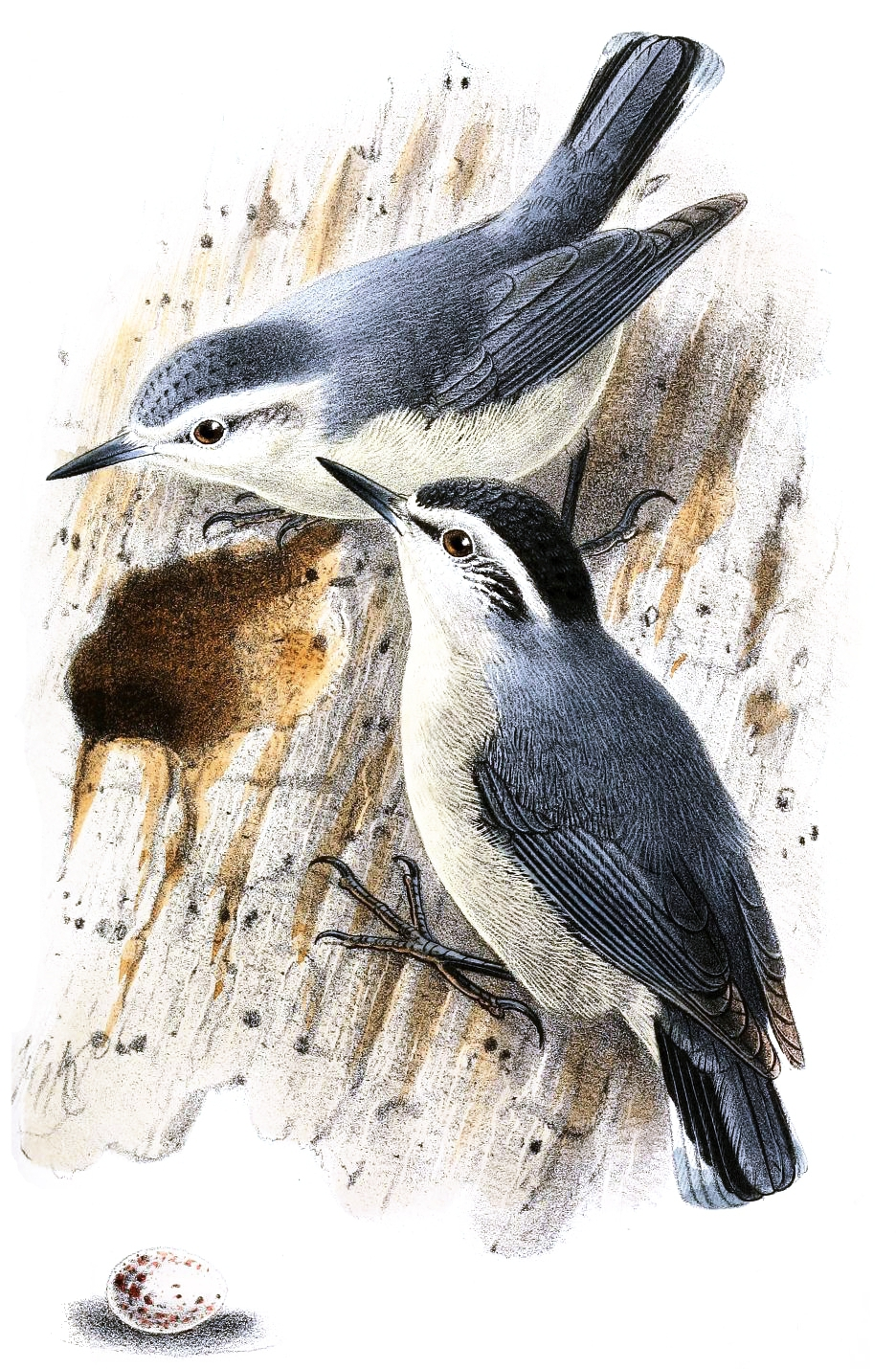
Dibujo de una pareja y un huevo.

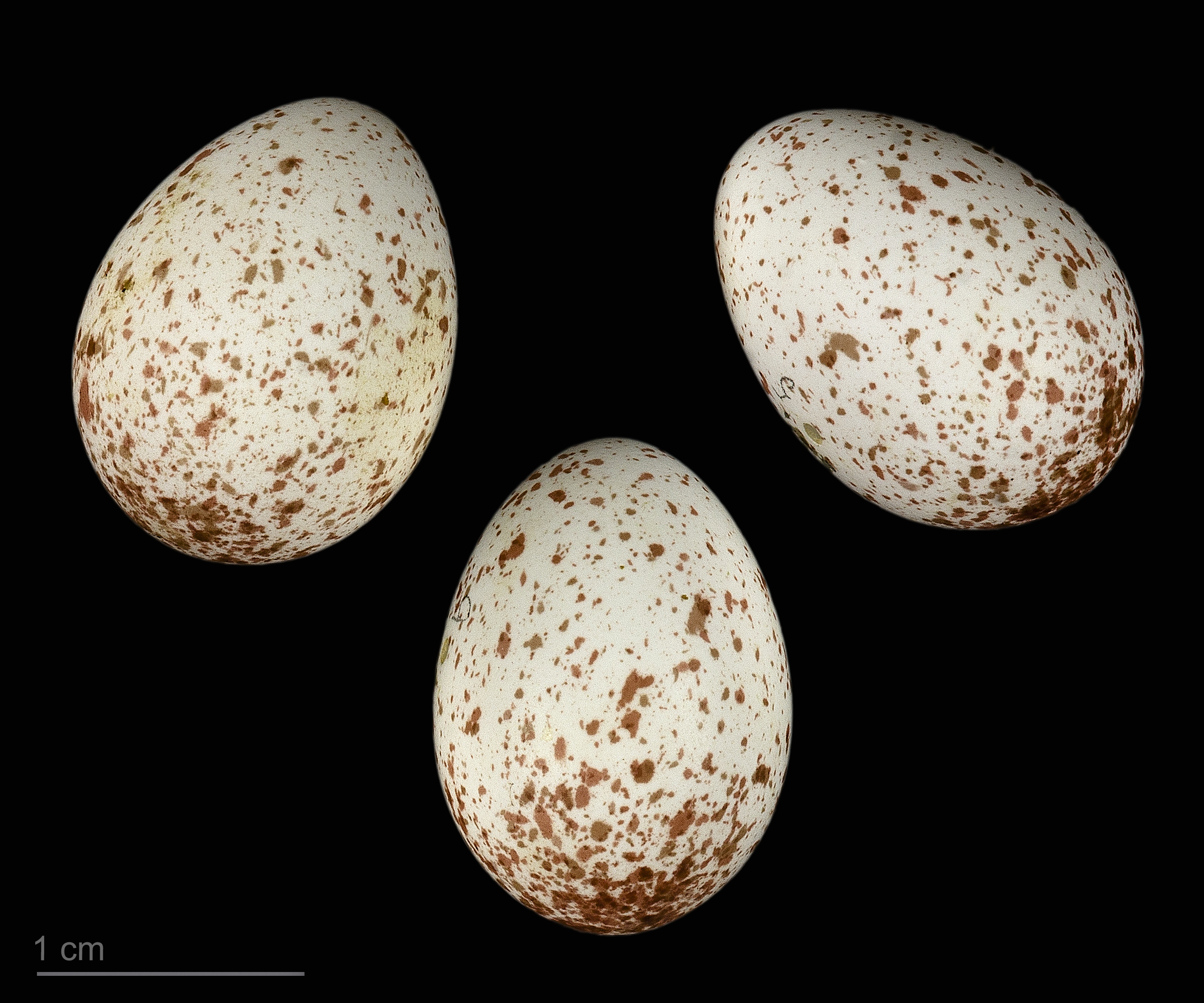
Sitta whiteheadi - MHNT

Los machos comienzan a cantar a finales de diciembre, pero la temporada de reproducción es de abril a mayo. Los años de alta producción de piñones, puede causar cría temprana; mientras que en años de baja producción, los trepadores deben esperar hasta que los insectos estén presentes en grandes cantidades. La anidación de la especie depende de las coníferas antiguas de tres siglos de antigüedad con un tronco lo suficientemente tierno, es decir, muerto, podrido o derrumbado en alguna parte. Whitehead supuso que el pico del trepador corso no sería capaz de perforar la gruesa corteza de los pinos, por lo que estaría reutilizando nidos abandonados de otras especies. El trepador corso se favorece de los árboles muertos con escasas ramas, ya que estas pueden servir para encaramarse a cantar, como puesto vigía o para controlar la zona. La altura del tronco, la cubierta que rodea los pinos o el diámetro del tronco no son determinantes.
Un estudio de 2005 informó que los nidos de varias parejas se localizaban de 284 a 404 metros el uno del otro dependiendo del año —entre 1998 y 2003—. Ambos miembros de la pareja excavaron el nido, en ocasiones reutilizando cavidades elaboradas por los picapinos —Dendrocopos major—, pero evitando el alto riesgo de depredación en estos viejos nidos. Puede haber dos entradas en la cavidad si el tronco se encuentra particularmente podrido. Las medidas de la entrada están entre los 3 y 4 cm de ancho, y la cavidad promedio mide 56 × 109 mm con una profundidad media de 12 cm. El nido se sitúa entre 2 y 30 m sobre el suelo. Se compone de diversos materiales vegetales —hojas de pino, corteza y virutas— y está forrado con materiales más suaves como plumas, musgo, crin o líquenes.

#### Puesta y crianza
El apareamiento no ha sido muy documentado, pero en 1957 Löhrl observó que el macho se acercaba a la hembra con movimientos temblorosos y no mantenía rígida la cabeza como lo haría S. europaea. La hembra pone de cuatro a seis —5.1 en promedio— huevos ovalados blancos con manchas marrón rojizo, sobre todo en el extremo ancho, con «un poco de color marrón claro o franjas violáceas-grises oscuras»; a finales de abril o a principios de mayo. John Whitehead relacionó su tamaño con el de los huevos del carbonero —Parus major—. Según Francis Jourdain, quien comparó 42 huevos —14 recogidos por Whitehead, y otros 28 por él mismo—, miden en promedio 17.18 x 12.96 mm. El peso promedio calculado para estos 17 huevos fue de 82.2 mg. El tiempo de incubación es de 14 a 17 días y es realizado únicamente por la hembra; el macho la alimenta una media de 3.2 veces por hora. El pico y las alas de los polluelos crecen de manera constante, mientras que el tarsometatarso se estabiliza a partir del duodécimo día. El píleo se oscurece al undécimo día y los jóvenes emplumecen por completo en veinte días, por lo general.
La camada tiene normalmente de tres a seis polluelos emplumecidos —4.3 en promedio—, que abandonan el nido a los 22-24 días. Si la primera camada fracasa o se pierde, la pareja realiza una segunda entre el 28 de mayo y el 16 de junio. La tercera de estas crías de sustitución se realiza en otro árbol. De un año al siguiente, casi la mitad de las parejas cambian de árbol para anidar. Los jóvenes alcanzan la madurez sexual en un año. La tasa de supervivencia anual se estima en el 61.6 % para los machos —más de tres de cada cinco individuos sobreviven el año—. La esperanza de vida es incierta, pero «las marcas coloridas mostraron que un pequeño número de individuos puede llegar a la edad de seis años».

## Distribución y hábitat

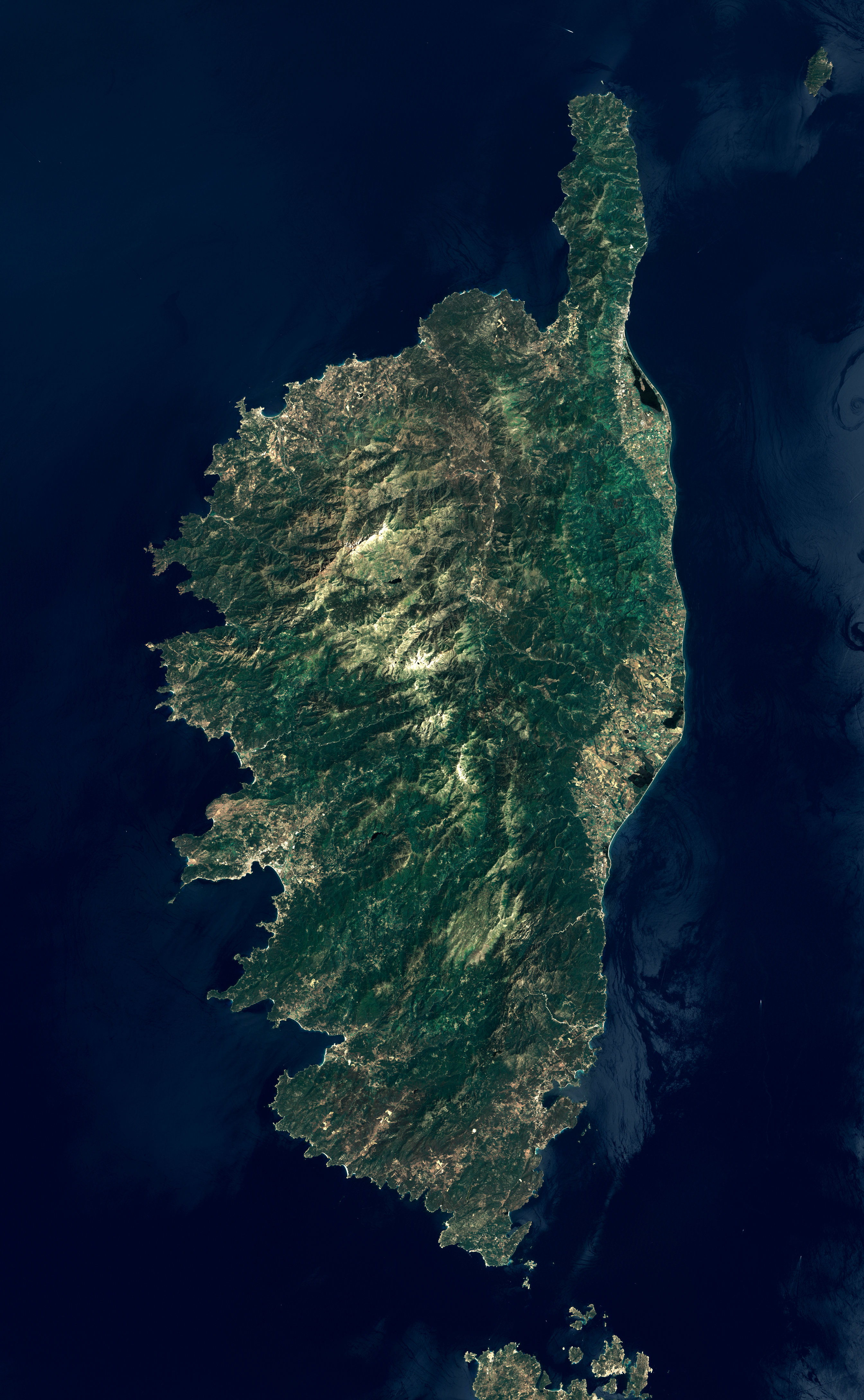
Las poblaciones del ave se concentran en las regiones montañosas del centro de la isla.

Se considera la única especie de ave endémica existente en Córcega y en la Francia metropolitana. Su área de distribución abarca la mayor parte de la isla, muy montañosa. Las poblaciones pueden tener elevada densidad en un área de 24 000 ha. La gente ha encontrado esta ave en el bosque Tartagine-Melaja, desde el norte hasta el sur de L'Ospedale, pero es especialmente abundante en las montañas de Monte Cinto, Monte Rotondo, Monte Renoso y Monte Incudine. También hay dos poblaciones aisladas en Castagniccia, al noreste de la isla, y en el monte de Cagna, al sur.
Prefiere bosques de pinos laricios corsos —Pinus nigra var. corsicana—, intercalados con claros. Este hábitat es bastante seco en verano —de tres semanas a dos meses de sequía— y experimenta fuertes lluvias en los meses de invierno —800-1800 mm por año—. Es una especie sedentaria, por lo general vive en los valles profundos entre 1000 y 1500 m s. n. m., entre abril y octubre, pero puede aparecer entre 750-1800 m s. n. m., aunque los bosques montanos más ralos son menos adecuados. Desciende más en invierno, y entonces puede vivir en bosques mixtos de pinos laricios y marítimos —Pinus pinaster—, o en repoblaciones forestales de abeto blanco —Abies alba—; pero los índices poblacionales son significativamente más bajos que en poblaciones puras de pinos laricios. Evita bosques dominados por caducifolios o mezclados con ellos.
Los pinos viejos le proporcionan abundante comida. La especie está ausente en áreas donde los árboles tienen menos de 28 cm de diámetro y donde el pino laricio es una minoría en comparación con otras especies. Los lugares más típicos de anidación son los árboles grandes —por encima de los 16 m de alto— y de gran diámetro —más de 58 cm—. La preferencia de estas aves por el pino laricio en relación con pino marítimo podría explicarse por la dureza de las semillas de este último. Desde una perspectiva histórica, Thibault et al. explicaron en 2002 que «el trepador corso y el pino laricio, probablemente presente en la isla desde al menos la mitad del Cuaternario, tuvieron que enfrentar las anteriores fluctuaciones climáticas del Pleistoceno, lo que ha dado lugar a cambios importantes en la composición y distribución de la vegetación. Es probable que el trepador sobreviviese en los pinos laricios a lo largo de este periodo».

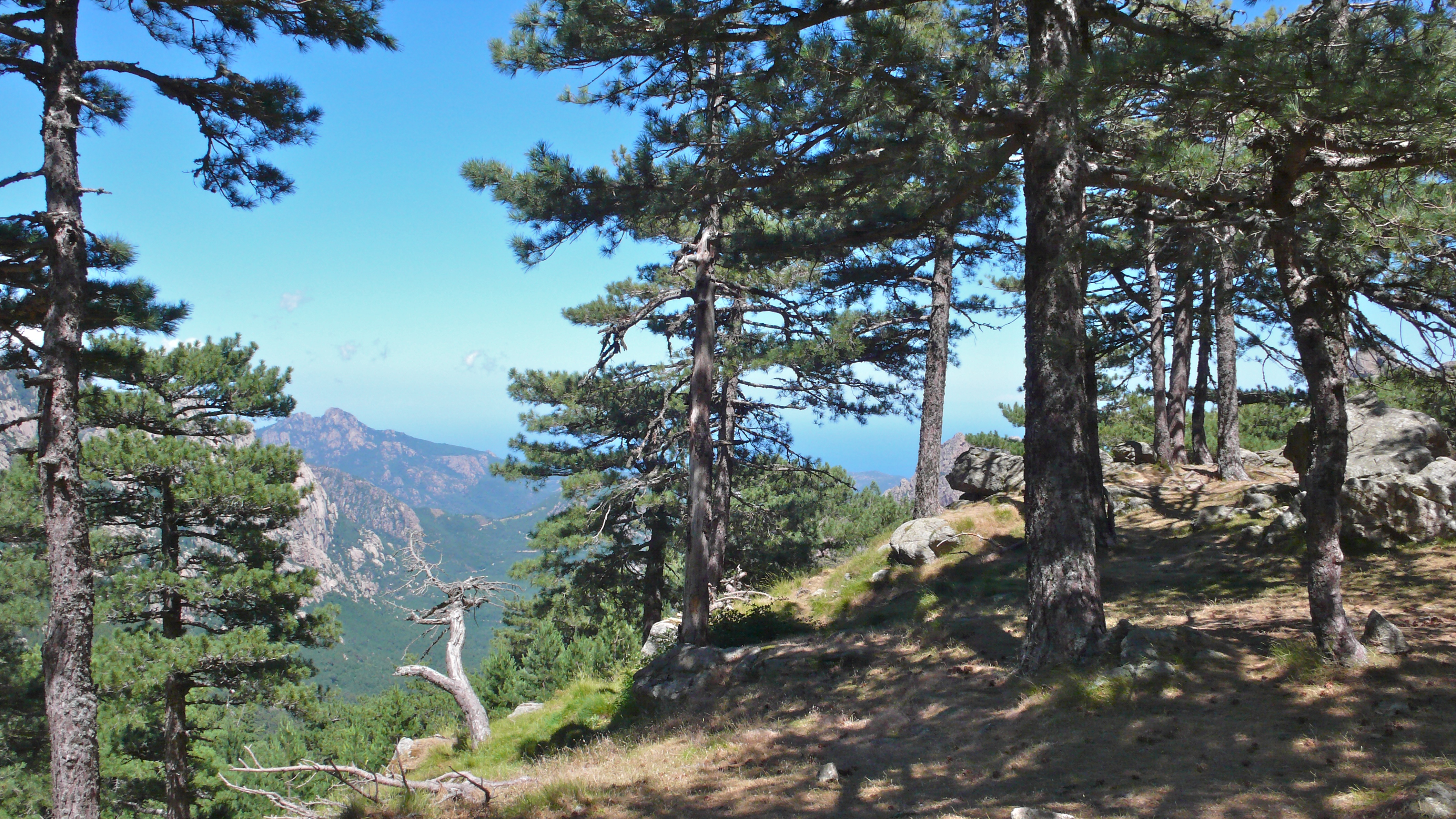
Pinus nigra laricio —Pinus nigra var. corsicana— en el bosque Valdu Niellu.

## Taxonomía y sistemática

### Descubrimiento y estudio de la especie

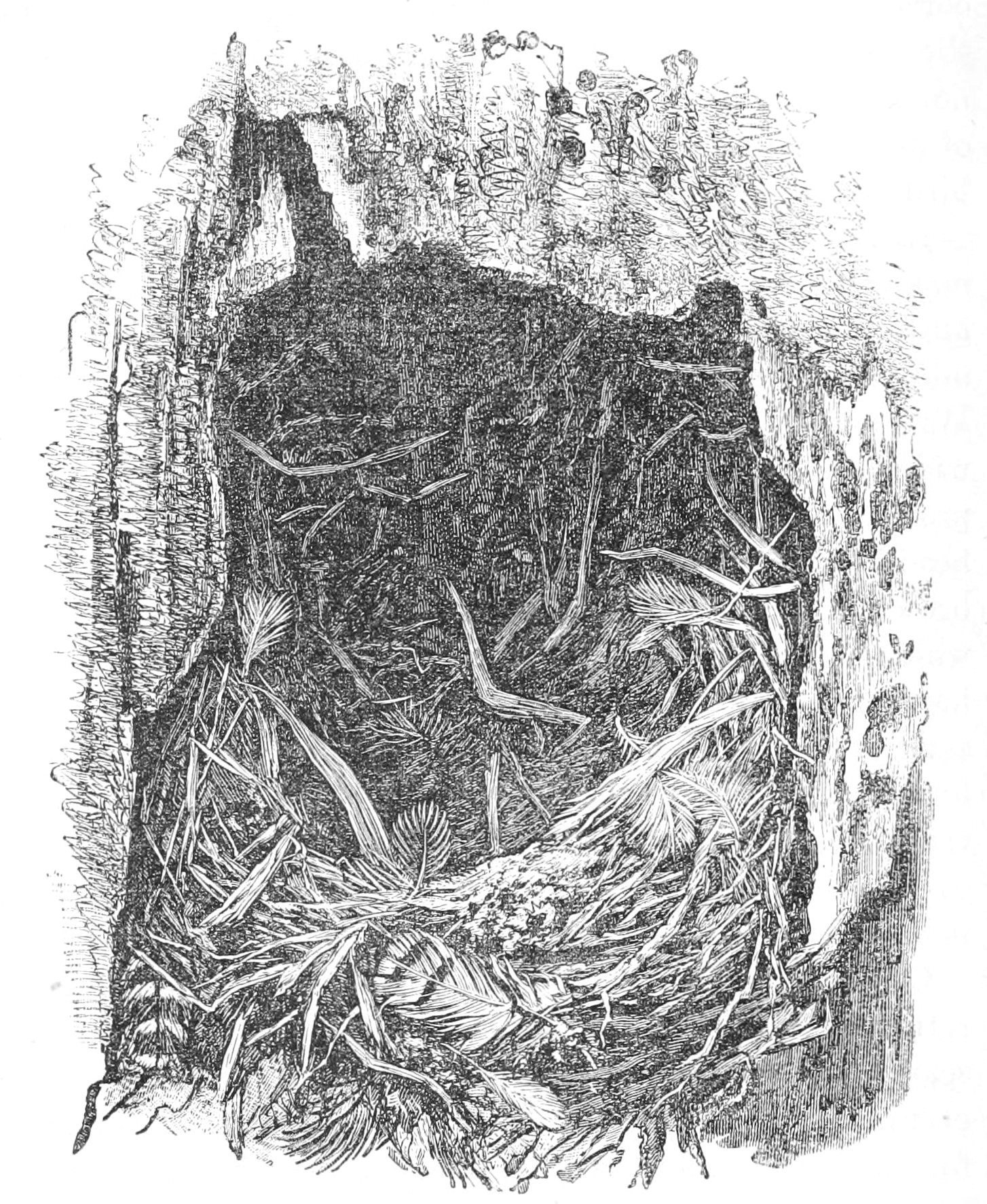
Litografía de John Whitehead del primer nido descubierto en 1884.

El trepador corso fue presentado en el mundo científico cuando John Whitehead compartió sus observaciones sobre un vencejo real —Tachymarptis melba— el 13 de junio de 1883. Whitehead, quien había pasado gran parte de sus años anteriores en Córcega, vio a un espécimen macho y lo atrapó. Conservó la piel de la muestra y no la estudió hasta octubre, cuando Richard Bowdler Sharpe le pidió ayuda por nombrar algunas pequeñas aves que pudiera recoger. Aunque la cabeza del ave estaba dañada por el método de recogida, Sharpe le aseguró que la especie no se había descrito todavía. Whitehead pensó que la distribución del ave era muy localizada y no anotó la ubicación exacta donde recolectó las primeras muestras por miedo a que la especie fuera exterminada por expediciones posteriores.
Al regresar a Córcega en mayo de 1884 encontró un macho, que reconoció por su píleo negro. Después de matarlo, esperó ver a la hembra que lo acompañaba y también la mató. Recogió tres muestras más de una pequeña bandada. Al día siguiente, observó a una pareja ir y venir con material para anidar en un agujero a seis metros por encima del suelo en el tronco de un viejo pino. Identificó otros nidos, a unos 30 metros del suelo, y abrió dos encontrando cinco huevos en cada uno.

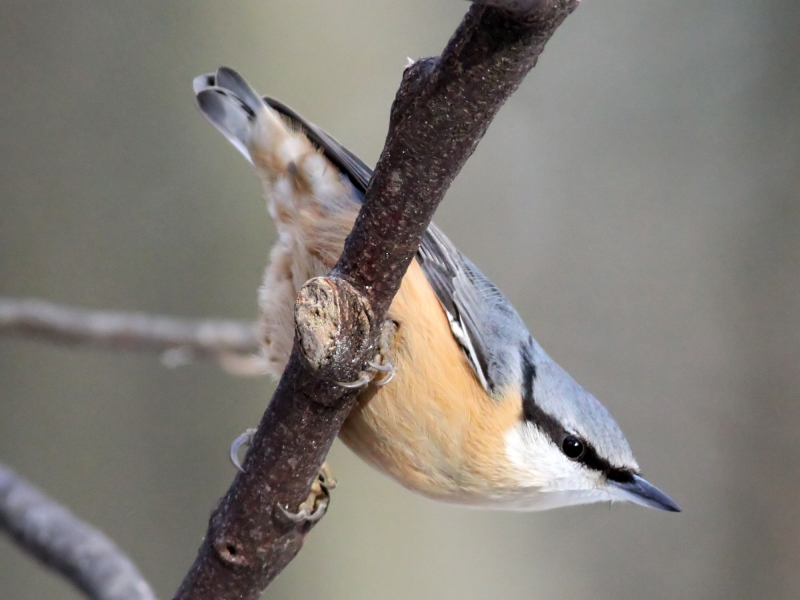
El trepador azul, que habita la Francia metropolitana, no está directamente relacionado con su primo de Córcega.

El ornitólogo italiano Enrico Hillyer Giglioli informó en 1890 de un avistamiento del ave el 16 de septiembre de 1877 en Ponte Leccia, casi seis años antes que Whitehead, pero pensando que se trataba de un trepador azul no se preocupó por capturarlo. En la primavera de 1896, el naturalista alemán Alexander Koenig visitó el bosque de Vizzavona y recogió cinco especímenes con gran dificultad. A principios del otoño de 1900, Arnold Duer Sapsworth informa de algunos comportamientos. Para Koenig la época de reproducción no había comenzado en el momento de su visita, aunque para Sapsworth ya había terminado; por tanto, los huevos adicionales se reducían durante este período. Las siguientes colecciones se llevaron a cabo entre 1908 y 1909 por el ornitólogo británico Francis Jourdain, quien ofreció algunas notas de campo adicionales y explicó la dificultad para acceder a los nidos.
El primer trabajo sobre la biología del ave surgió en la década de 1960, y lo hizo el ornitólogo alemán Hans Löhrl quien estudió la cría, la alimentación y el comportamiento de la especie. En 1976, Claude Chappuis describió la voz de la especie en un artículo dedicado a las vocalizaciones de las aves de Córcega y las islas Baleares. En la década de 1980, los ornitólogos italianos Pierandrea Brichetti y Carlo Di Capi estudiaron a su vez la reproducción. Desde la década de 1990, la especie fue estudiada de cerca por grupos locales, incluso por los ornitólogos Jean-Claude Thibault, Pascal Villard y Jean-François Seguin.
Un participante holandés de una expedición entomológica de 2006 observó un par de trepadores en el Altái, cerca del punto divisorio entre China, Kazajistán, Mongolia y Rusia, en un bosque puro de alarces (Larix sp.). El macho tenía el píleo de color negro, pero la hembra carecía de él, y ambos tenían una línea ocular oscura cubierta por una lista superciliar blanca. La especie más cercana geográficamente que pudiera ajustarse a esta descripción es el trepador chino, que está lejos de su distribución conocida, aunque el dorso es más pardo que los ejemplares observados. Este reporte podría indicar una distribución mucho más amplia de la especie china, o el ave podría ser una especie no descrita relacionada con S. whiteheadi y S. villosa.

### Nomenclatura y primeros cambios sistemáticos
La especie fue descrita por Richard Bowdler Sharpe en marzo de 1884, después de estudiar los primeros ejemplares machos recolectados por John Whitehead, a quien se le dedicó la denominación específica. Whitehead envió un segundo macho a Sharpe, quien lo presentó en mayo a la Sociedad Zoológica de Londres. En junio, Sharpe completó la descripción de la especie después de que Whitehead le enviara una hembra. En algunas publicaciones fue clasificado en un subgénero Micrositta, descrito por el ornitólogo ruso Serguéi Buturlín en 1916, y se le asignaron subespecies.
Posteriormente fue considerado como una subespecie del trepador canadiense en 1911 y en 1950. En 1957, Charles Vaurie explicó que la morfología no podía asegurar que el trepador corso fuera una especie separada, y que es probable que sea recomendable considerarlo como perteneciente al «grupo canadensis», que agrupa a las especies S. canadensis, S. villosa y S. whiteheadi. El ornitólogo alemán Hans Löhrl, después de estudiar la ecología y el comportamiento de las aves de América Latina y de Córcega, y mediante la publicación de sus notas de campo entre 1960 y 1961, se mostró en desacuerdo con la postura de Vaurie. En 1976, el ornitólogo francés Jacques Vielliard describió al  trepador de Cabilia, que acababa de ser descubierto en Argelia por Jean-Paul Ledant. Dedicó parte de su artículo a la posible relación de las diferentes especies y su historia evolutiva. Vielliard sugirió que Vaurie mantuvo una «similitud morfológica superficial» para acercar el trepador corso al trepador canadiense, y que más bien S. whiteheadi formaba junto al trepador de Krüper un grupo llamado sitas mesogenéricas, «donde S. ledanti encaja providencialmente».

### Filogenia molecular
En 1998, Éric Pasquet publicó un estudio sobre el citocromo-b del ADN mitocondrial de diez especies de trepadores, específicamente las pertenecientes al grupo canadensis, de las cuales solo estudió seis, que son las mismas tratadas como subgénero Sitta —Micrositta— Buturlín, 1916: canadensis, villosa, yunnanensis, whiteheadi, krueperi y ledanti. El trepador de Yunán —S. yunnanensis— no se incluyó en el estudio. Pasquet llegó a la conclusión de que el trepador de Krüper es filogenéticamente más cercano al trepador de Cabilia, ya que estas dos especies forman el grupo hermano de un clado que comprende a los trepadores chino, corso y canadiense. Las tres primeras especies se consideran lo suficientemente cercanas como para constituir subespecies, al rechazar la teoría mesogénica de Vielliard y confirmar las conclusiones de Vaurie. Sin embargo, por el bien de la estabilidad taxonómica, todos mantienen su estatus de especie independiente. En 2014, Éric Pasquet et al. publicaron una filogenia basada en el ADN nuclear y mitocondrial de veintiún especies de trepadores y confirmaron la relación del estudio en 1998 en el «grupo canadensis», al añadir al trepador de Yunán, el cual fue ubicado como una de las especie más basales.
Las conclusiones del estudio son consistentes con la morfología de la especie —los trepadores canadiense, corso y chino—, así como el píleo completamente negro que solo está presente en los machos, característica única entre los sítidos y otras familias relacionadas. El segundo clado lo componen los trepadores de Krüper y de Kabilia por sinapomorfia de la parte frontal del píleo negro en los machos —este dimorfismo sexual está ausente en especímenes jóvenes—.

### Biogeografía

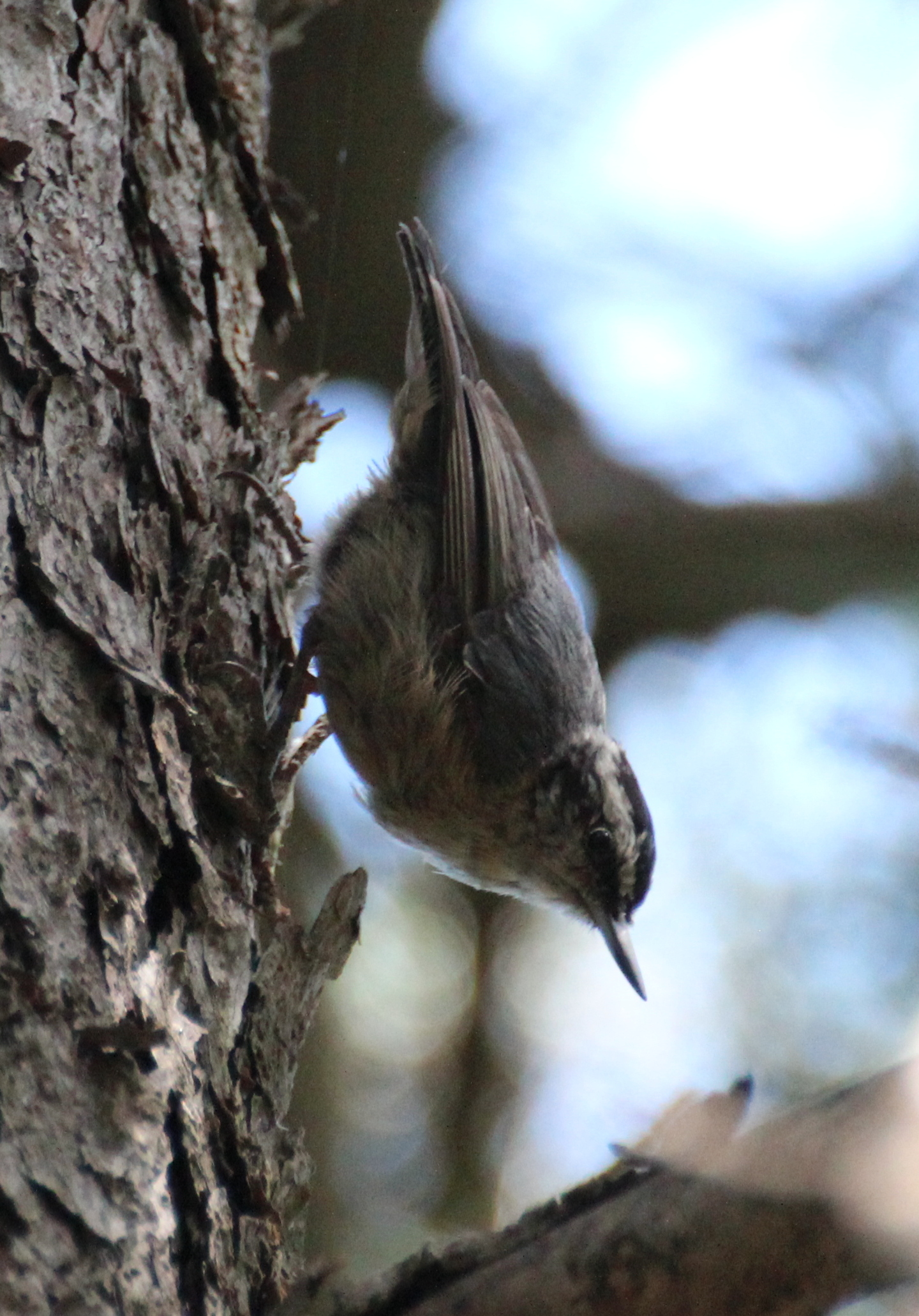
Actualmente se considera que el trepador chino es el pariente más cercano al trepador corso.

Al establecer la filogenia, Pasquet llegó a la conclusión de que la historia paleogeográfica del grupo estuvo marcada por la divergencia entre los dos principales clados del «grupo canadensis», que ocurrió hace más de cinco millones de años —a finales del Mioceno—, cuando el clado de ledanti y de krueperi se instaló en el Mediterráneo durante la crisis salina del Messiniense. Las dos especies constituyentes se separaron hace 1 750 000 años. A su vez, el otro clado se dividió a su vez en tres, con poblaciones aisladas al este de Asia y dando lugar al trepador canadiense en América del  Norte, y hace aproximadamente un millón de años desde el oeste, lo que marcó la separación entre trepador corso y el trepador chino. La distribución actual no necesariamente refleja con exactitud la del pasado y el trepador corso podría ser una especie paleoendémica que alguna vez disfrutó de una distribución mucho más amplia y que ha sufrido reducciones por la distribución de los pinos. Ha evolucionado por vicariedad, por su condición de «aprisionado» en Córcega.

## Amenazas y conservación

### Población y estado de conservación
Una estimación de los años 1960-1980 identificó de 2000 a 3000 parejas repartidas en 240 km², mientras que en la década de 1950 había 3000 parejas asentadas en 430 km². En 2000, Thibault et al. estimaron de 2075 a 3010 parejas. Según la UICN, en 2013 Thibault et al. calcularon la población entre 3100 y 4400 individuos maduros o de 4600 a 6600 aves en total. Una estimación de 2011 determinó que el área era de 185 km². El trepador corso fue considerado por la Unión Internacional para la Conservación de la Naturaleza como «casi amenazada» en 1988, pero fue cambiado a «preocupación menor» en 2004, 2008 y 2009. Desde 2010 es considerado «vulnerable» y Thibault et al. estimaron un descenso del 10 % en los diez años anteriores en un artículo publicado en 2011.

### Amenazas
La reducción de la población podría explicarse por los incendios y la explotación forestal: la especie presenta una fuerte dependencia de los pinos laricios, que se regeneran lentamente y desaparecen con rapidez, lo que unido a la explotación de pinos muertos plantea problemas para la anidación de este trepador. Además de la destrucción de los territorios de las aves —alrededor de un centenar durante los incendios entre 2000 y 2003—, el rebrote después del paso del fuego conduce a la sustitución del pino laricio por el pino marítimo o la encina. Un estudio sobre el impacto de los incendios en el verano de 2000 que abarcó varias de las montañas principales de Córcega, llegó a la conclusión de que las consecuencias directas —reducción de territorios— e indirectas —dificultades para anidar y comer en invierno— pudieron haber afectado al 4 % de la población de la especie. Para el mismo período, en los acantilados de La Restonica, se perdieron seis territorios de un total de doce. El impacto significativo de los incendios forestales en agosto de 2003 también ha dado lugar a una disminución de la población, la cual se había reducido en un 37.5 % durante la primavera.

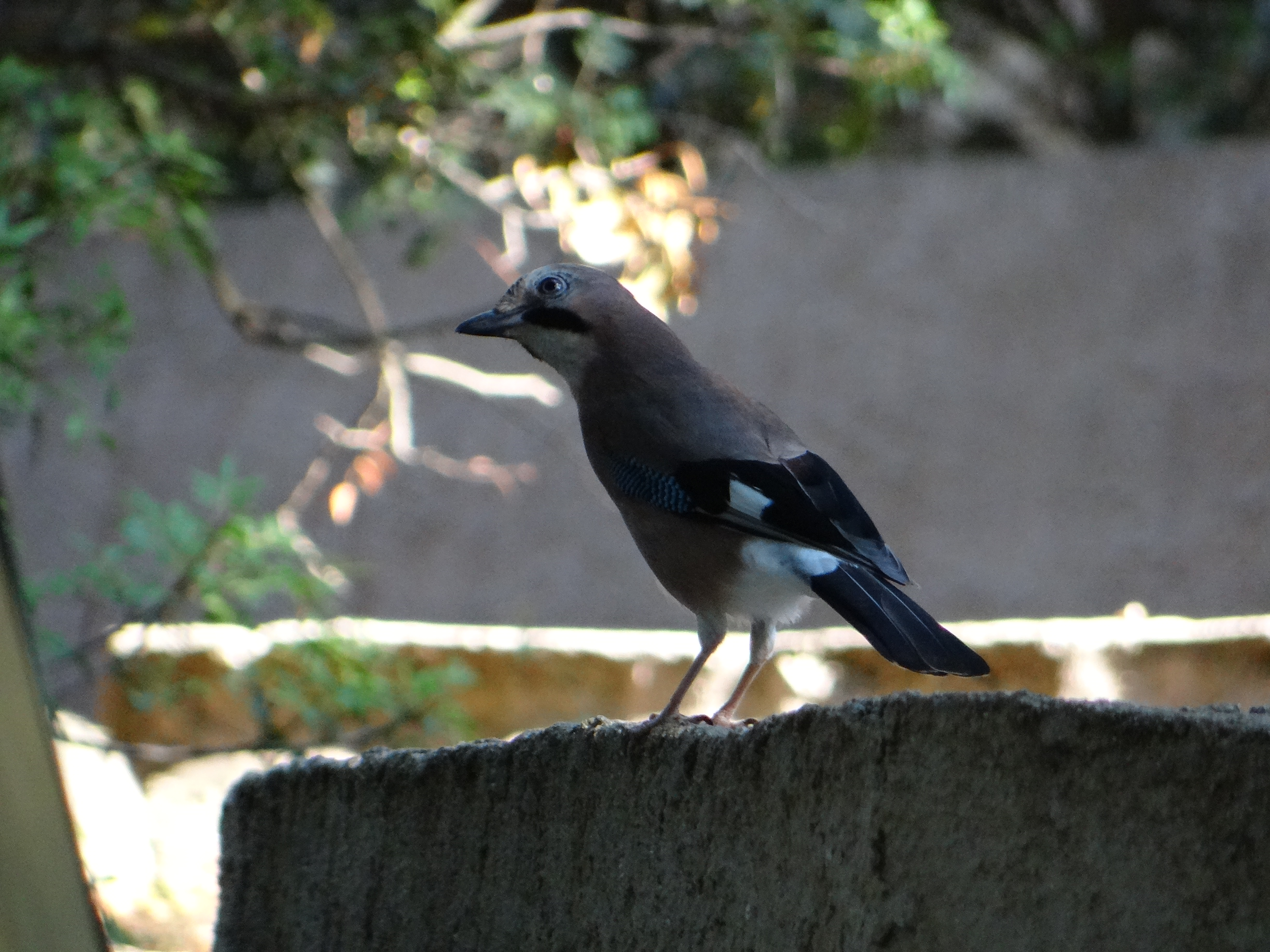
El arrendajo —en la foto un ejemplar de la subespecie corsicanus, endémica en Córcega— está entre los depredadores de los jóvenes trepadores corsos.

Entre los depredadores está el pico picapinos, que puede atacar los nidos y los polluelos al derrumbar parte de las paredes del nido para acceder al interior. No necesariamente atacan los nidos, ya que en ocasiones pueden incluso coanidar en un mismo árbol. También el careto es un depredador potencial, que ya ha sido observado durmiendo en un nido y con varios trepadores desaparecidos. En menor medida, el gavilán podría ser otro depredador: en 1967 se reportaron restos de trepadores en la dieta de estas aves de presa, y Hans Löhrl indicó en 1988 que los trepadores corsos criados en cautiverio se esconden de la vista de un rapaz. El arrendajo y el carbonero también podrían ser depredadores más o menos importantes de los jóvenes que comienzan a volar.
El estudio de la estructura del hábitat del trepador corso mostró que la fragmentación del hábitat, que conduce a una concentración local de la población, podría ser una nueva amenaza. Los trepadores evitan espacios abiertos y con poca densidad forestal, como árboles semiplantones, por lo que están en mayor riesgo de depredación por la separación de estas zonas entre sí. Un estudio de 2011 trató de cuantificar el impacto del calentamiento global en el futuro de la distribución de los pinos laricios y marítimos. Sin tener en cuenta los cambios climáticos, es probable que para el año 2100 el 98 % de la distribución de los trepadores corso se mantenga en los límites conocidos, y probablemente aumentará un 10 %. El hábitat del ave está más amenazado por la creciente frecuencia y magnitud de los incendios y el incremento de las actividades humanas, así como por el cambio climático.

### Protección
El ave goza de plena protección en el territorio francés en virtud del Art. 3 del convenio del 29 de octubre de 2009, que establece la lista de aves protegidas y las condiciones de su protección en Francia. También aparece en el Anexo I de la Directiva de Aves de la Unión Europea y en el Anexo II del Convenio de Berna. Está prohibido destruir, mutilar, capturar o matar, alterar intencionalmente la naturaleza, destruir o llevarse los huevos y nidos, y destruir, alterar o degradar el medio ambiente. Esté vivo o muerto, también está prohibido transportarlos en camiones, venderlos en mercados y almacenarlos en bodegas.
Se estima que el 9-11 % de los individuos se ubican en ocho de las zonas de especial protección de la Directiva de Aves. Menos del cinco por ciento de la población estimada habita dos reservas biológicas y seis reservas biológicas integrales. Además de la prevención y lucha contra incendios, se prevén medidas específicas para la protección de la especie, centradas principalmente en los métodos y estrategias forestales: se debe dar la máxima prioridad a la estructura del hábitat —evitar las zonas abiertas, favorecer los pinos y vegetación mosaica de Córcega con viejos árboles que proporcionan un dosel y sotobosque de árboles jóvenes—; y segunda prioridad a la presencia de sitios de anidación —dejando los árboles muertos en pie, lo que acelera la disminución de los árboles explotables—.

## En la cultura popular

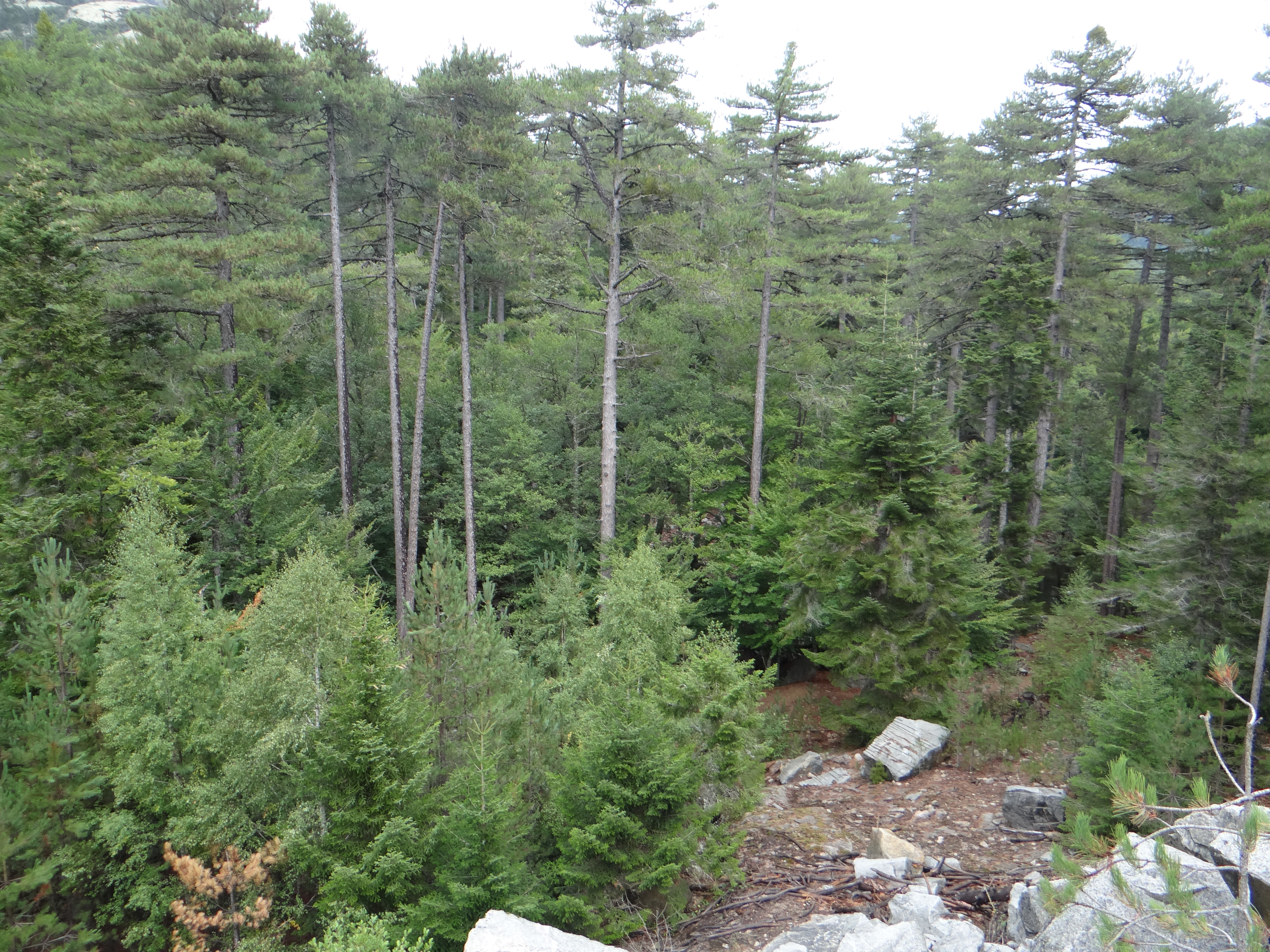
Paisaje del bosque visto desde el «sendero del trepador», cerca de la ciudad de Évisa.

En Francia también se le conoce como Sittelle de Whitehead —«trepador de Whitehead»—; pero se debe tener en cuenta una variedad de nombres locales en la lengua corsa, como pichjarina, pichja sorda o furmicula, y capinera —utilizado en Corte—. La especie sigue siendo relativamente desconocida para el público. El parque natural regional de Córcega emitió una pequeña historieta sobre el pájaro, y el Grupo Ornitológico de Córcega —Groupe ornithologique corse, GOC— eligió al ave como su logotipo, representado en la forma más estilizada. En el bosque Aïtone, cercano a Évisa, la Oficina Nacional de Bosques ha establecido un sentier de la sittelle —«sendero del trepador»—, en los lugares donde la especie es fácilmente observable.